# 薩韋河

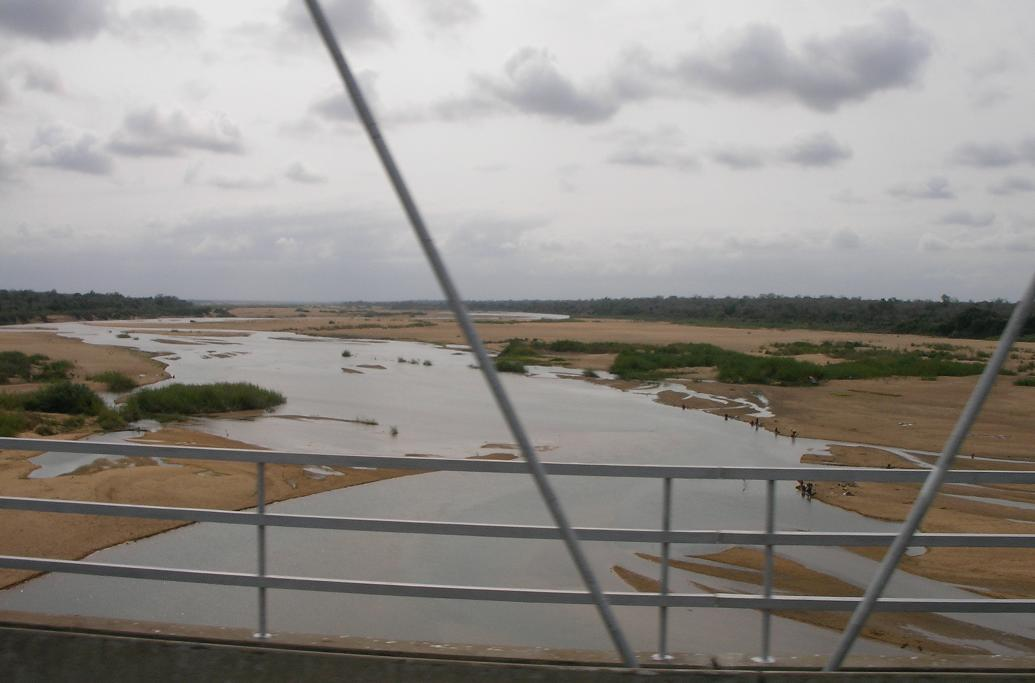

薩韋河（Save）是非洲東南部的河流，流經津巴布韋和莫桑比克，河道全長640公里，發源自津巴布韋首都哈拉雷以南約80公里，在莫桑比克與倫迪河匯流，最終注入印度洋。

## 外部連結
- www.britannica.com （页面存档备份，存于）

20°54′S 35°4′E / 20.900°S 35.067°E